# Pasar Kotanopan
Pasar Kotanopan is een bestuurslaag in het regentschap Mandailing Natal van de provincie Noord-Sumatra, Indonesië. Pasar Kotanopan telt 3132 inwoners (volkstelling 2010).